# Czernica (województwo świętokrzyskie)
Czernica – wieś sołecka w Polsce położona w województwie świętokrzyskim, w powiecie staszowskim, w gminie Staszów.
W latach 1975–1998 miejscowość administracyjnie należała do województwa tarnobrzeskiego.

## Współczesne części wsi
Poniżej w tabeli 1 integralne części wsi Czernica (0807323) z aktualnie przypisanym im numerem SIMC (zgodnym z Systemem Identyfikatorów i Nazw Miejscowości) z katalogu TERYT (Krajowego Rejestru Urzędowego Podziału Terytorialnego Kraju).
| SIMC    | Nazwa   | Rodzaj     |
| ------- | ------- | ---------- |
| 0807330 | Przyjmy | przysiółek |

## Dawne części wsi – obiekty fizjograficzne
W latach 70. XX wieku przyporządkowano i opracowano spis lokalnych części integralnych dla Czernicy zawarty w tabeli 2.

| Nazwa wsi – miasta   | Nazwy części wsi – miasta                   | Nazwy obiektów fizjograficznych – charakter obiektu |
| -------------------- | ------------------------------------------- | --- |
| I. Gromada KUROZWĘKI |                                             | |
| 1. Czernica          | 1. Karczma 2. Maleniec 3. Przyjmy 4. Zawoda | 1. Brodek — las 2. Duży Las — las 3. Jęzówka — las 4. Laski — pole 5. Maleniec — pole, łąka, gaj 6. Placowe — pole 7. Przyjmy — pole 8. Smugi — pole, łąka, mokradła 9. Wolski Las — las 10. Wydymacz — las 11. Za Gorzelnią — łąka 12. Załanie — pole |

## Etymologia
Czernicą nazywano czarnoziem – rodzaj gleby, stąd prawdopodobne pochodzenie nazwy wsi

## Historia
Wieś wymienia Długosz w L.B. t.II s.432 nazywając ją Czirnicza.
Według spisu powszechnego z roku 1921 we wsi Czernica było 42 domy 244 mieszkańców, w folwarku  Czernica 1 dom i 10 mieszkańców